# Schloss Roggenstein

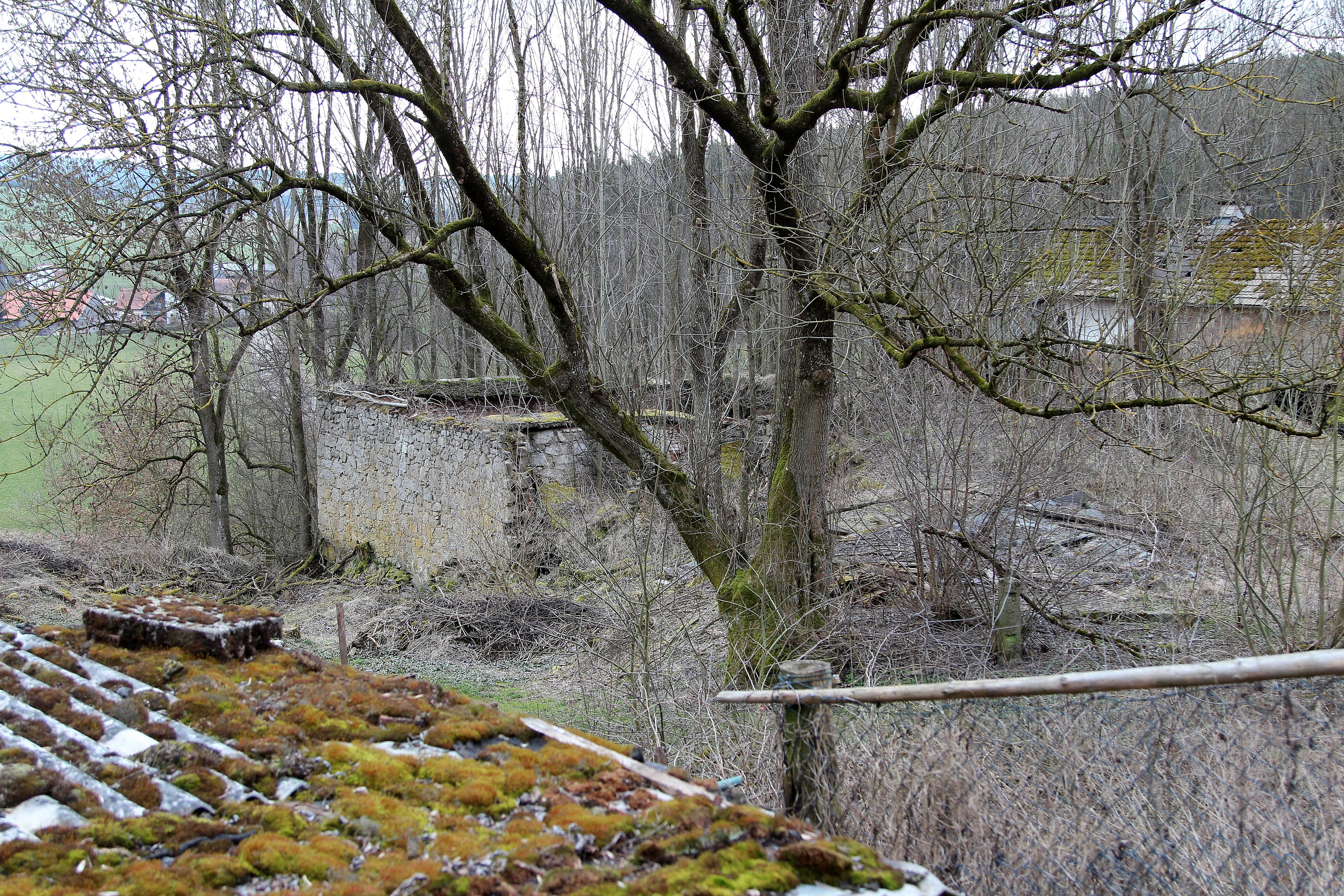
Ruine des Schlosses Roggenstein

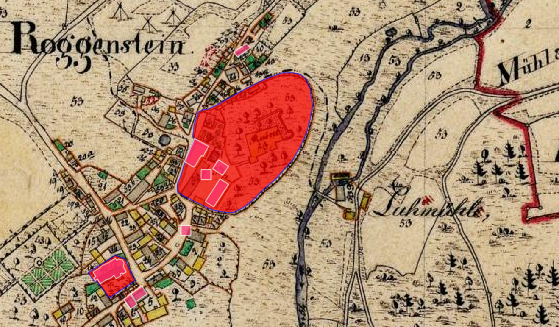
Lageplan von Schloss Roggenstein auf dem Urkataster von Bayern

Als Schloss Roggenstein wird der zweite Burg- oder Schlossplatz in dem Ort Roggenstein, heute ein Teil der Oberpfälzer Stadt Vohenstrauß, bezeichnet (Muglhofer Straße 11 und 13). Es handelt sich hierbei um zwei Objekte, die mittelalterliche Burgruine Roggenstein und das frühneuzeitlichen Schloss. Die Stelle ist als Bodendenkmal Nummer D-3-6339-0017 als „mittelalterliche Burgruine und das dortige frühneuzeitlichen Schloss Roggenstein“ geschützt. Ebenso ist sie unter der Aktennummer D-3-74-162-112 als denkmalgeschütztes Baudenkmal von Roggenstein verzeichnet.

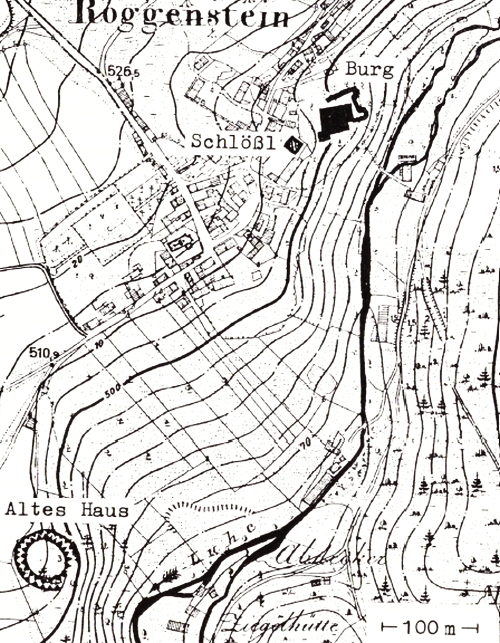
Lageplan der beiden Burgen und des „Schlösschens“ in Roggenstein

## Geschichte
Nachdem die Rakkendorfer ihr Altes Haus im Süden des Ortes Rakkendorf an das Kloster Waldsassen verschenkt hatten, bauten sie im nördlichen Teil des Ortes eine neue Burg. 1341 kauften Johann Dreswitz und sein Sohn diesen nördlichen Teil und übergaben den bislang freien Besitz der Rakkendorfer an den luxemburgischen König Johann von Böhmen; dieser „schenkte“ ihnen dafür 160 Schock böhmische Groschen. Diese historischen Besitzverhältnisse leben bis heute weiter, denn die Kinder im Süden Roggensteins (die ehemalige Hofmark), nennen sich „Hofmakla“ und verspotten die im Norden wohnenden Kinder als „Böimakla“.
1382 verkaufte March Drewitz seine Burg mit Zugehörungen an die Landgrafen von Leuchtenberg um 1700 fl, das Einverständnis der böhmischen Krone wurde gewährt. Als Nächstes kauft Götz der Zenger, der Hofmeister der Leuchtenberger, 1399 diese Burg um 600 Ungarische Gulden. 1404 erwirbt Niklas von Stein diesen nördlichen Teil von Roggenstein für 1000 Ungarische Gulden, 1419 wird auch der südliche Teil von ihm gekauft, sodass ganz Rakkendorf nun in einer Hand ist. Die Freiherren von Stein beanspruchten gegenüber den Leuchtenbergern auch die Hohe Gerichtsbarkeit. Um ihren Anspruch zu bekräftigen, nahmen sie zwei Weibsleute, denen man Zauberei vorgeworfen hatte, in Gewahrsam. Daraufhin rückte der Landgraf Johann IV. mit einigen Landsassen gegen Rakkendorf vor und zerstörte teilweise die Burg. Darauf erhob Wilhelm von Stein Klage bei der Regierung in Amberg, da er eine freie Herrschaft über Rakkendorf habe und hier tun und lassen könne, was er wolle. Der leuchtenbergische Pfleger Schrenk von Pfreimd gab hingegen zu Protokoll, dass das Schloss von Rakkenstein ein böhmisches Lehen sei und das Alte Haus, also der südliche Teil von Rakkenstein, ein landgräfliches Lehen. Damit behielt er Recht und auch der Versuch, bei der Pfälzer Regierung in Heidelberg zu intervenieren, brachte dem Freiherrn von Stein keinen Erfolg. Durch diese Prozesse setzte ein wirtschaftlicher Niedergang ein, und Mathes von Stein, der Sohn des Wilhelm, musste seine Besitztümer und letztlich auch Rakkenstein selbst 1543 verkaufen. Als Käufer trat Thomas von Reitzenstein auf, verstarb aber nach einem Jahr. Darauf übernahmen die Landgrafen von Leuchtenberg Rakkenstein. Der Thomas hatte für den Erwerb nur eine Anzahlung gemacht und es waren noch 3000 fl offen. Mathes von Stein bemühte sich um die Bezahlung der ausstehenden Summe, hatte aber damit wenig Glück bei dem Landgraf und verstarb verarmt in Gaisheim.

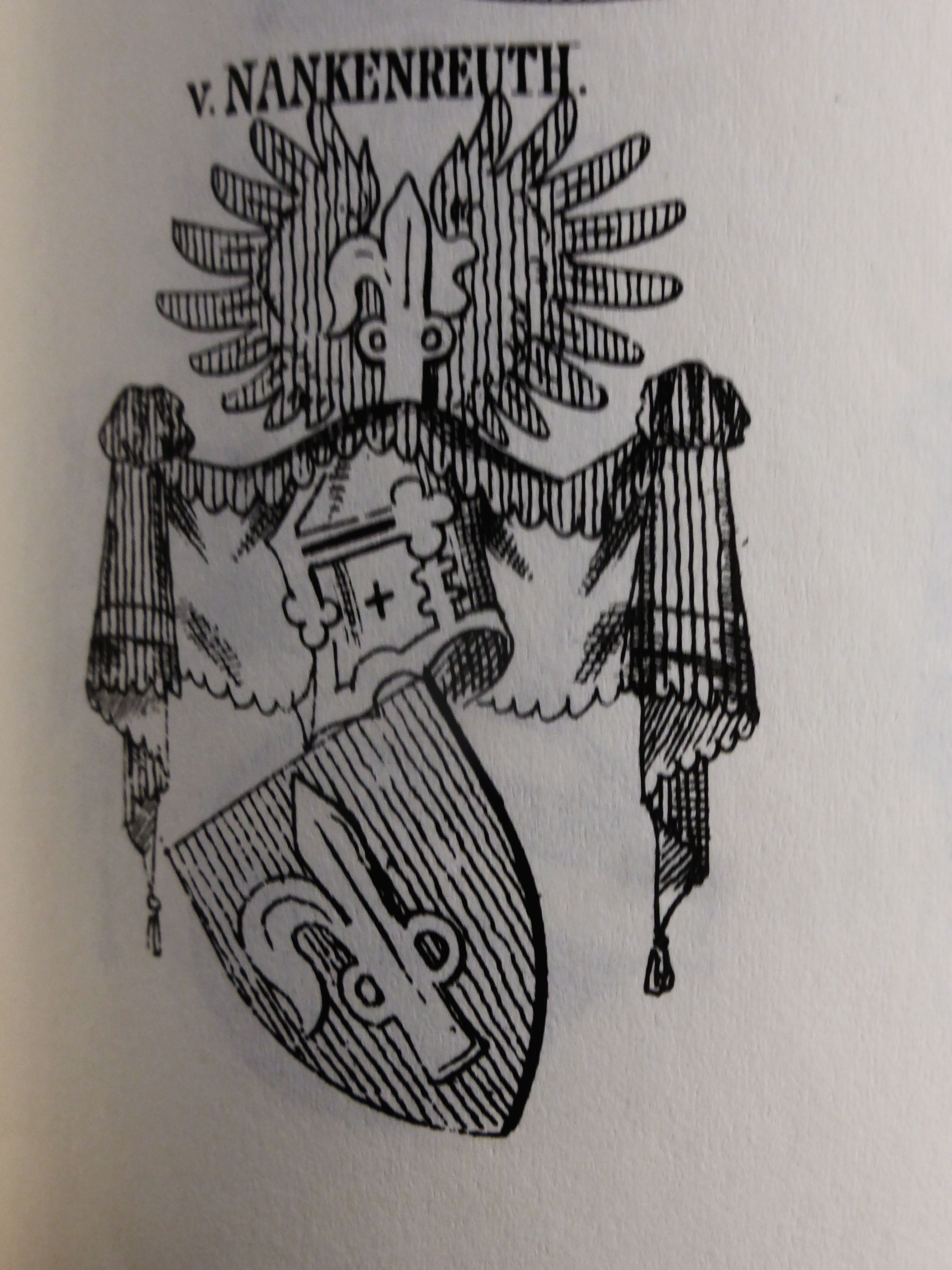
Wappen der Herren von Nankenreuth in Siebmachers Wappenbuch

Als nächster erwarb Ritter Walther von Habsberg, Reichskommissar und Pfennigmeister zu Regensburg, am 28. Dezember 1543 das Gut. Er begann, die zerstörte Burg wieder aufzubauen, führte die evangelische Religion in seiner Herrschaft ein und bestellte auch einen evangelischen Prediger. Darüber beklagte sich der katholisch gebliebene Landgraf Georg bitterlich bei dem Kaiser Karl V., dass er seine Hintersassen zur „neuen Sekte“ gebracht habe. Wegen der zunehmenden Schwierigkeiten verließ Habsberg 1557 sein Rittergut. Nach seinem Abgang wurde die Hofmark Rackenstein Sitz der Richter der Landgrafen von Leuchtenberg. Wegen Schulden übergaben die Leuchtenberger das Richteramt und die Hofmark an Sigmund von Nankenreuth. Nach ihm folgte von 1579 bis 1584 Joachim von Kindsberg, der auch Landsasse in Franken war. Auf ihn folgt der ebenfalls aus Franken stammende Sebastian von Giech, der mit den Landgrafen mehrmals in Konflikt geriet. Zu Beginn des Dreißigjährigen Krieges hatte er es verabsäumt, die von den Mansfeldschen Truppen verlangten Abgaben abzuliefern. In der Folge fielen diese über Leuchtenberg her, Giech floh von Leuchtenberg nach Rackenstein. Der erboste Landgraf ließ ihn daraufhin in das Gefängnis werfen und wollte ihm Rackenstein entziehen, durch die Bitten seiner Frau Martha, geb. von Leiblfing, konnte das Urteil abgewendet werden. Giech schaffte es sogar, Amtmann der leuchtenbergischen Güter von Grünsfeld im Badischen Land zu werden.
Nach dem Aussterben der Landgrafen von Leuchtenberg kam ihr Besitz 1646 an die Wittelsbacher, Grünsfeld fiel an das Hochstift Würzburg zurück. Der nachfolgende Herzog Albrecht VI. übergab den hiesigen Besitz und anderes mehr (so Burg Prunn im Altmühltal) an den General Georg von Truckmiller (Druckmüller), der sich um die Verteidigung der Oberen Pfalz verdient gemacht hatte. Dieser ließ Rackenstein durch einen Hofbauer verwalten, konnte aber die Freigabe als böhmischen Lehen erreichen. Nach seinem Tod erbten seine Frau und seine drei Töchter seinen Besitz. Eine der Töchter heiratete Baron Christoph von Seiboldsdorf und sie zogen 1692 in die schon lange unbewohnte Burg. 1738 kaufte Johann Friedrich von Eberz, Pfleger von Weiden in der Oberpfalz und Parkstein sowie Besitzer von Pechofen, das Gut Roggenstein. Diese Familie bewirtschaftete drei Generationen lang das Gut einschließlich der Hammermühle. Der Nächste war Adam von Eberz, ebenfalls Pfleger in Weiden. Er war verheiratet mit Franziska von Podewils, aus der Ehe stammten drei Söhne. Heinrich Wilhelm studierte Rechtswissenschaften und stand im Militärdienst; 1803 zahlte er seine Brüder aus und übernahm als quittierter Hauptmann Rackenstein. Sein jüngster Bruder kam 1804 bei einer Heimfahrt von einer Silvesterfeier bei der Familie von Lilien in Waldau vom Weg ab und erfror. Der zweite Sohn Johann Baptist war Bataillonsadjutant in Weiden und zog nach Nahositz bei Klattau, wo die Familie ebenfalls Besitz hatte, kehrte aber wieder nach Roggenstein zurück. Es folgten in Roggenstein also die Söhne Heinrich Wilhelm von Eberz und Johann Baptist von Eberz; beide waren mit Schmaustöchtern verheiratet, die Schmaus waren ein eingesessenes Schmiedegeschlecht in der Oberpfalz. Wilhelm von Eberz wurde 1809 Gerichtsherr eines Patrimonialgerichts II. Klasse über die hiesigen 69 grundbesitzenden Hintersassen. Eine seiner Besonderheiten war, dass er sich über das Heiratsverbot bei Leuten ohne Grundbesitz hinwegsetzte. Dies bewirkte einen großen Zuzug unbemittelter Heiratswilliger. Nach dem Tod des Heinrich Wilhelm von Eberz wurde die hiesige niedere Gerichtsbarkeit aufgelassen und 1841 dem Landgericht Vohenstrauß zugeschlagen. Johann Baptist von Eberz hatte mehrere Söhne; der Sohn Anton erblindete auf einer Treibjagd, die der Baron von Hirschberg in Muglberg veranstaltet hatte, der andere verstarb mit 34 Jahren. Johann Baptist hatte insgesamt 13 Kinder, von denen zwei Töchter und zwei Söhne überlebten. Mit einer Tochter und dem erblindeten Anton zog er nach Vohenstrauß, wo er 1863 verstarb. Seine Tochter folgte ihm ein Jahr später, sein Sohn heiratete die Försterstochter von Roggenstein und starb mit 86 Jahren im Försterhäusl. Die andere Tochter Therese war mit dem Tierarzt Seidenschwanz von Vohenstrauß verheiratet. Der Sohn Max von Eberz lebte als Bezirksgerichtsdirektor in Augsburg. Auch dessen beide Söhne Maximilian († 1921 in Leipzig als Rechtsanwalt) und Paul hatten Rechtswissenschaft studiert.
Von Johann Baptist von Eberz erwarb 1859 als nächster Johann von Grafenstein das 1200 Tagwerk umfassende Rittergut, um es zu zertrümmern.

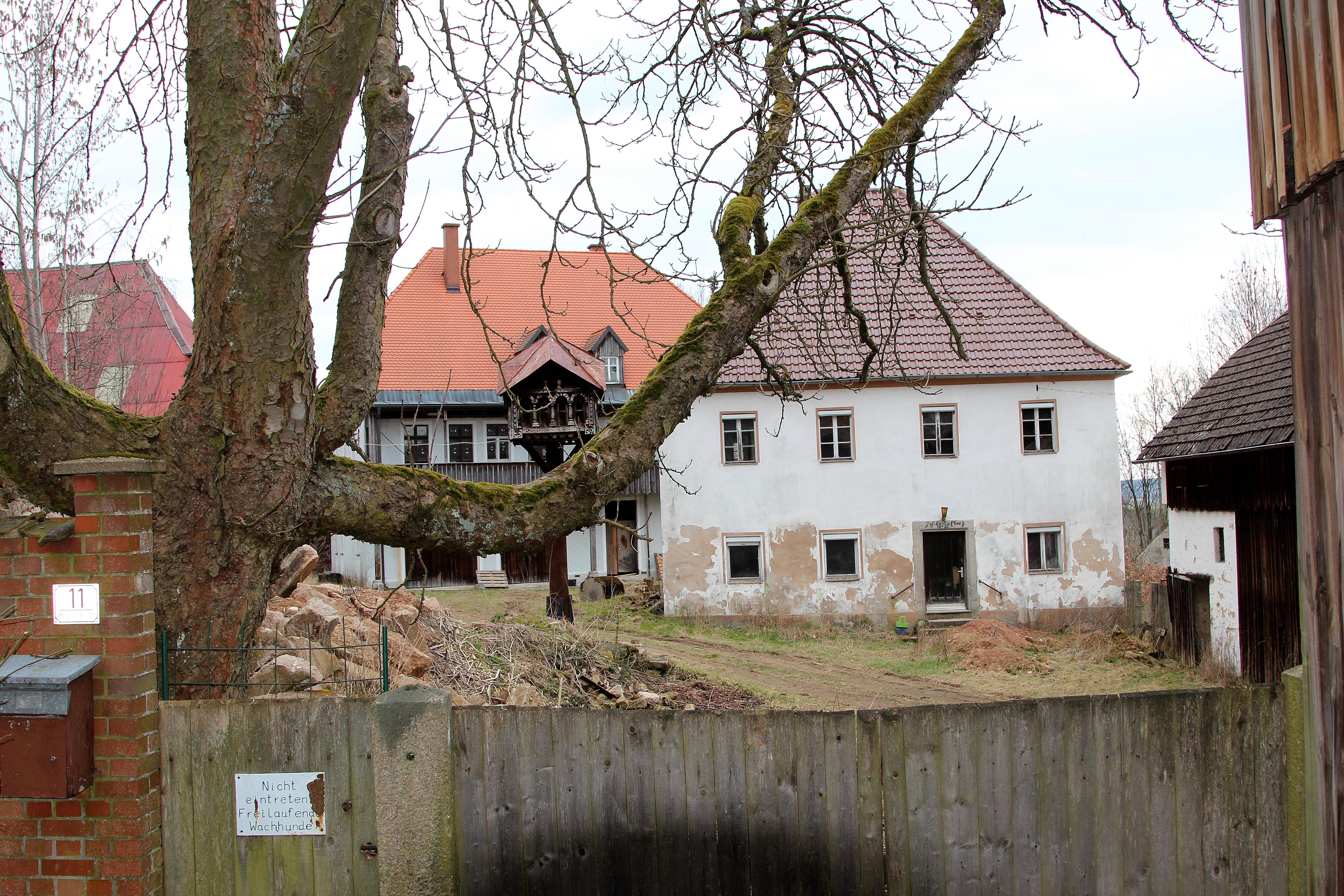
„Schlösschen“ oder „Schlössl“ in Roggenstein

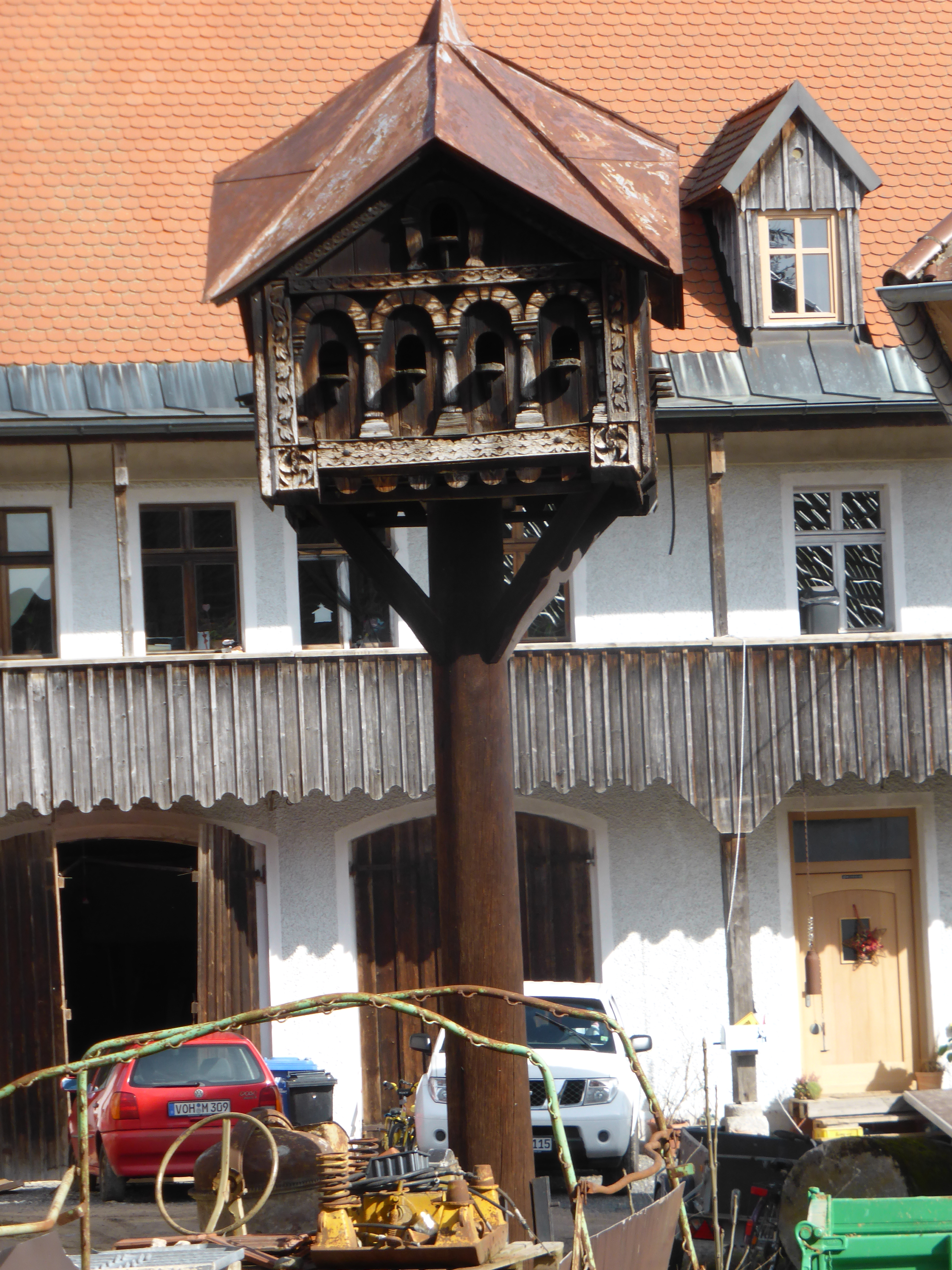
Taubenkobel vor dem „Schlössl“ in Roggenstein

## „Schlössl“
Am „Peter und Pauls-Tag“ 1818 (29. Juni) wurde beim Umbau des schon baufällig gewordenen Schlosses ein Pfeiler entfernt, was zum Einsturz eines Teiles der Burg führte. Johann Baptist von Eberz baute daraufhin den unterhalb liegenden Wirtschaftshof zu einem Wohnhaus aus, das heute noch existiert. 1861 kaufte ein Voith, der mit Franziska, Tochter des Johann Baptist, verheiratet war, die Hofstelle mit Brauerei (um 1720 errichtet, dann Wirtshaus mit Braurecht und Branntweinrecht), der Burgruine, dem Schlossgraben sowie Feldern und Waldbesitz. Dieses „Schlössl“ ist heute ein zweiflügeliger Walmdachbau mit einem davor stehenden Taubenkobel (um 1900 gebaut).
2016 hat Benedikt Malzer aus Oberviechtach von Siegfried Wolf aus Störnstein das zehn Jahre leer stehende Ensemble gekauft und will die stark renovierungsbedürftigen Gebäude zu neuem Leben erwecken.
Von der zur Ruine gewordenen Burg sind noch vier aufrechte Seitenwände vorhanden, außerdem ein nach unten verlaufender Ringgraben und Teile eines Turmes; das unterhalb liegende sogenannte „Schlösschen“ (der ehemalige Gutshof) ist erhalten und wird zurzeit (2019) renoviert.